# 得粮站
得粮站（：／ Deungnyang yeok */?）是位于韩国全罗南道寶城郡得粮面的一座鐵路站，属于庆全线。

## 历史
- 1930年12月25日 - 落成使用[1]。

## 相鄰車站
韓國鐵道公社
慶全線
禮堂－得粮－寶城